# Denis Jenkinson
Denis Sargent Jenkinson (11 de dezembro de 1920 - 29 de novembro de 1996), "Jenks" ou "DSJ" como era conhecido nas páginas da Motor Sport, era um jornalista profundamente envolvido em desportos motorizados. Como correspondente continental na revista Motor Sport inglesa, cobriu a Fórmula 1 e outras corridas pela Europa.
Jenkinson tornou-se um entusiasta de desportos motorizados por volta da década de 1930: "Em 1963 vi uma corrida de carros ao vivo, pela primeira vez, era uma exibição de escola E.R.A. Mais tarde nesse ano, enquanto estava em Brighton, descobri que os Lewes Speed Trial era muito perto, portanto segui em busca. Foi lá que vi pela primeira vez carros de corrida em acção, que emoção!" Jenkinson estudava engenharia no Politécnico de Regent Street quando a Segunda Guerra Mundial começou. Como um objector consciencializado, serviu numa capacidade civil na Royal Aircraft Establishment em Farnborough. Isto levou-o a ter contacto com Bill Boddy, editor da Motor Sport e outros entusiastas. Em 1943 a Motor Sport disse: "D.S. Jenkinson construiu, ele próprio, uma boa bicicleta com motor a partir de partes Norton, com garfos, muito do trabalho a ser concretizado por torcer num pequeno barracão".
Depois da guerra, Jenkinson começou a competir em duas e quatro rodas, mas faltava-lhe fundos para correr com regularidade. Descobriu que atuando como co-piloto de grandes pilotos permitia-lhe envolver-se em várias competições europeias de alto nível enquanto era pago para escrever sobre isso- foi co-piloto de Eric Oliver (com quem se tornou Campeão Mundial em 1949) e Marcel Masuy.
Jenkinson abandonou as competições principais para se tornar correspondente internacional para a Motor Sport. Passou os seus Verões andando pela Europa e os seus Invernos numa sucessão de "escavações" pela Inglaterra; Jenkinson eventualmente assentou perto de Condall em Hampshire numa pequena casa sem qualquer electricidade ou água, com todos os seus arquivos e partes de veículos que ia recolhendo. Foi legendário no desporto pela falta de comodidades domésticas básicas na sua casa; para Jenkinson nada importava para além das corridas. Tornou-se aceite como o "mais velho estadista" dos jornalistas britânicos de corridas devido à sua proximidade com os corredores e equipas, o seu estilo de escrita e paixão pelo desporto.
Jenkinson adorava correr e conduzir carros Porsche e deu o termo wischening (pronunciado como se fosse em alemão) para a forma como se fazia uma curva perfeita num Porsche 356. Mais tarde adoptou um Jaguar E-Type como transporte profissional, apesar de em casa só ter carros velhos incluindo um Mercedes-Benz Saloon, um Citroën 2CV e outros.
A sua mais famosa saída de competição foi como navegador para Stirling Moss durante Mille Miglia de 1955; o seu artigo "Com Moss em Mille Miglia" é geralmente conhecido como um clássico do jornalismo de desportos motorizados. O seu livro "O corredor de corridas" foi baseado na sua experiência enquanto co-piloto e é um verdadeiro clássico necessário em toda a literatura de um apreciador de corridas. As suas notas de corrida foram pioneiras, levando a que hoje todos usem estas "pacenotes".
Uma das maiores explorações de Jenkinson foi um teste de estrada não registado, em silêncio e não muito legal de um Lotus de Fórmula Dois nas ruas perto da sua casa de Hampshire no dia de Natal em 1958, com a lógica que as estradas estariam com poucos polícias e sem outros carros.
Para além de jornalista, Jenkinson escreveu vários outros livros de desportos motorizados sobre Porsche, Frazer Nash, o Jaguar E-Type, o 2,5 litro da Fórmula Um, Juan Manuel Fangio, a Colecção Schlumpf e Maserati. Uma compilação das suas melhores peças, e artigos biográficos sobre ele, foi publicado pouco depois da sua morte como "Jenks: A paixão por desportos motorizados".
Durante vários anos nos anos 50, produziu o "Racing Car Review" para a Motor Sport, mas parou de o fazer quando se tornou cada vez mais descontente com as discrepâncias entre os números de chassis das equipas e o que estava realmente em causa; em vez de comprometer a sua integridade jornalística, Jenkinson simplesmente deixou de produzir livros.
Jenkinson também desenvolveu a classificação de um esforço de condutor em fracções. 10/10 sendo o máximo, apenas para alguns condutores na história; a habilidade para "Tiger" (conduzir em 10/10 e atingir feitos que outros condutores achavam impossível) foi crucial para um campeonato.
Nos anos 60 Jenkinson fez muito para promover o desporto de corridas de carros nas páginas da revista Motor Sport. A 14 de Setembro de 1963 conduziu a sua mota NorBSA, uma BSA Estrela Dourada com motor de 500 cc modificada e rebaixada numa estrutura Norton, nos Brighton Speed Trials. Conduziu um dragster Allard Dragon e ainda uma mota de sprint Triumph de 648 cc em 1965 no Drag Festival. Permaneceu um entusiasta de motas, e completou as suas subidas e sprints na sua própria Triumph BSA híbrida até aos seus 70 anos. Enquanto DSJ contribuiu com colunas regulares e textos durante várias décadas para a revista de Motor Sport "Motorcycle Sport" a partir dos mesmos escritórios em Standard House.
Nos seus anos mais tardios, tornou-se envolvido no Museu de Brooklands e em várias operações, incluindo explorar abrigos aéreos subterrâneos selados. Apesar da sua avançada idade, trabalhou tanto como outros envolvidos e nunca pediu nem recebeu tratamento especial.
Jenkinson sofreu uma série de AVC's em 1996 e mudou-se para uma casa acompanhada pelo fundo da indústria motorizada; morreu em 29 de Novembro de 1996.

## Livros
Uma lista parcial dos livros escritos por Jekinson. Não inclui monografias da série Profile.
- The Racing Driver: The Theory and Practice of Fast Driving (1959)
- Grand Prix Cars (1959)
- A Story of Formula 1 1954-1960 (1960)
- The Maserati 250F (1975)
- The Batsford Guide to Racing Cars (1978)
- Porsche 356: Coupé, Cabriolet, Roadster, Speedster & Carrera (1980)
- Jaguar E Type: 3.8 & 4.2 6-cylinder, 5.3 V12 (1982)
- Porsche: Past and Present (1983)
- From Chain Drive to Turbocharger: The A.F.N. Story (1984)
- Maserati 3011: The story of a racing car (1987)
- Motorcycle road racing: the 1950s in photographs (1989)
- Grand Prix Winners: Motor Racing Heroes since 1950 (1995)
- Jenks: A Passion For Motorsport (1997)
- A Passion for Porsches (2001)

## Notícias
- D.S.J. letter to Motor Sport, November 1939, Page 308.
- Motor Sport, January 1943, Page 15.
- In his book Porsche: Past and Present (1983), Jenkinson credited Richard von Frankenberg—who raced Porsches—with this word. The word is formed from the German for "wiping," which Frankenberg used to describe cornering so.
- Motor Sport, July 1964, Page 529; Motor Sport, January 1966, Page 44. etc.
- For photograph see Motor Sport, November 1963, Page 916.
- 2nd International Dragfest Official Programme.